# Список глав государств в 1972 году
| 1971 ← Список глав государств по годам → 1973 |

В списке перечислены лидеры государств по состоянию на 1972 год. В том случае, если ведущую роль в государстве играет коммунистическая партия, указан как де-юре глава государства — председатель высшего органа государственной власти, так и де-факто — глава коммунистической партии.
Цветом выделены страны, в которых в данном году произошли смены власти вследствие следующих событий:
- Получение страной независимости;
- Военный переворот, революция, всеобщее восстание ;
- Президентские выборы;
- парламентские выборы, парламентский кризис;
- Смерть одного из руководителей страны;
- Иные причины.

## Азия
|                                                          | Афганистан                                                           | Афганистан                                                           | Король                                                                  | Захир-шах                                               | 1933—1973                        |  |
| Премьер-министр                                          | Афганистан                                                           | Афганистан                                                           | Абдул Захир Мохаммад Муса Шафик                                         | 1971—1972 —1973                                         |                                  |  |
| Флаг Бангладеш                                           | Бангладеш                                                            | Бангладеш                                                            | Президент                                                               | Муджибур Рахман Абу Сайед Чоудхури                      | (1971—1972, 1975) 1972—1973      |  |
| Флаг Бангладеш                                           | Бангладеш                                                            | Бангладеш                                                            | Премьер-министр                                                         | Таджуддин Ахмед Муджибур Рахман                         | 1971—1972 —1975                  |  |
|                                                          | Бахрейн                                                              | Бахрейн                                                              | Эмир                                                                    | Иса ибн Салман Аль Халифа                               | 1971—1999                        |  |
| Премьер-министр                                          | Бахрейн                                                              | Бахрейн                                                              | Халифа ибн Салман Аль Халифа                                            | 1970—2020                                               |                                  |  |
|                                                          | Союз Бирма                                                           | Союз Бирма                                                           | Председатель Революционного совета                                      | Не Вин                                                  | 1962—1974                        |  |
| Премьер-министр                                          | Союз Бирма                                                           | Союз Бирма                                                           | 1958—1960, 1962—1974                                                    | Не Вин                                                  |                                  |  |
| Флаг Брунея                                              | Бруней (протекторат Великобритании)                                  | Бруней (протекторат Великобритании)                                  | Султан                                                                  | Хассанал Болкиах                                        | 1967 — настоящее время           |  |
| Флаг Бутана                                              | Бутан                                                                | Бутан                                                                | Король                                                                  | Джигме Дорджи Вангчук Джигме Сингье Вангчук             | 1952—1972 —2006                  |  |
|                                                          | Республика Вьетнам                                                   | Республика Вьетнам                                                   | Президент                                                               | Нгуен Ван Тхьеу                                         | 1965—1975                        |  |
| Премьер-министр                                          | Республика Вьетнам                                                   | Республика Вьетнам                                                   | Чан Тхьен Кхьем                                                         | 1969—1975                                               |                                  |  |
|                                                          | Демократическая Республика Вьетнам                                   | Демократическая Республика Вьетнам                                   | Первый секретарь ЦК Партии трудящихся Вьетнама                          | Ле Зуан                                                 | 1960—1976                        |  |
| Президент                                                | Демократическая Республика Вьетнам                                   | Демократическая Республика Вьетнам                                   | Тон Дык Тханг                                                           | 1969—1976                                               |                                  |  |
| Премьер-министр                                          | Демократическая Республика Вьетнам                                   | Демократическая Республика Вьетнам                                   | Фам Ван Донг                                                            | 1955—1976                                               |                                  |  |
| Флаг Израиля                                             | Израиль                                                              | Израиль                                                              | Президент                                                               | Залман Шазар                                            | 1963—1973                        |  |
| Флаг Израиля                                             | Израиль                                                              | Израиль                                                              | Премьер-министр                                                         | Голда Меир                                              | 1969—1974                        |  |
|                                                          | Индия                                                                | Индия                                                                | Президент                                                               | Варахагири Венката Гири                                 | 1969, 1969—1974                  |  |
| Премьер-министр                                          | Индия                                                                | Индия                                                                | Индира Ганди                                                            | 1966—1977, 1980—1984                                    |                                  |  |
| Флаг Индонезии                                           | Индонезия                                                            | Индонезия                                                            | Президент                                                               | Сухарто                                                 | 1967—1998                        |  |
| Флаг Иордании                                            | Иордания                                                             | Иордания                                                             | Король                                                                  | Хусейн ибн Талал                                        | 1952—1999                        |  |
| Флаг Иордании                                            | Иордания                                                             | Иордания                                                             | Премьер-министр                                                         | Ахмад аль-Лавзи                                         | 1971—1973                        |  |
|                                                          | Ирак                                                                 | Ирак                                                                 | Президент                                                               | Ахмад Хасан Аль-Бакр                                    | 1968—1979                        |  |
| Премьер-министр                                          | Ирак                                                                 | Ирак                                                                 | 1963, 1968—1979                                                         | Ахмад Хасан Аль-Бакр                                    |                                  |  |
|                                                          | Иран                                                                 | Иран                                                                 | Шах                                                                     | Мохаммед Реза Пехлеви                                   | 1941—1979                        |  |
| Премьер-министр                                          | Иран                                                                 | Иран                                                                 | Амир Аббас Ховейда                                                      | 1965—1977                                               |                                  |  |
|                                                          | Йеменская Арабская Республика                                        | Йеменская Арабская Республика                                        | Президент                                                               | Абдель Рахман Арьяни                                    | 1967—1974                        |  |
| Премьер-министр                                          | Йеменская Арабская Республика                                        | Йеменская Арабская Республика                                        | Мухсин Ахмад Аль-Айни Кади Абдалла аль-Хагри                            | (1967, 1969, 1970—1971, 1971—1972, 1974—1975) 1972—1974 |                                  |  |
|                                                          | Народная Демократическая Республика Йемен                            | Народная Демократическая Республика Йемен                            | Президент                                                               | Салем Рубайя Али                                        | 1969—1978                        |  |
| Премьер-министр                                          | Народная Демократическая Республика Йемен                            | Народная Демократическая Республика Йемен                            | Али Насер Мухаммед                                                      | 1971—1985                                               |                                  |  |
| Флаг Катара                                              | Катар                                                                | Катар                                                                | Эмир                                                                    | Ахмад бин Али Аль Тани Халифа бин Хамад Аль Тани        | 1960—1972 —1995                  |  |
| Флаг Катара                                              | Катар                                                                | Катар                                                                | Премьер-министр                                                         | Халифа бин Хамад Аль Тани                               | 1970—1995                        |  |
|                                                          | Кипр                                                                 | Кипр                                                                 | Президент                                                               | Архиепископ Макариос III                                | 1960—1974 —1977                  |  |
|                                                          | Китайская Народная Республика                                        | Китайская Народная Республика                                        | Генеральный секретарь ЦК Коммунистической партии Китая                  | Мао Цзэдун                                              | 1943—1976                        |  |
| Исполняющие обязанности Председателя КНР                 | Китайская Народная Республика                                        | Китайская Народная Республика                                        | Дун Биу Сун Цинлин                                                      | 1968—1975 1968—1972                                     |                                  |  |
| Премьер Госсовета                                        | Китайская Народная Республика                                        | Китайская Народная Республика                                        | Чжоу Эньлай                                                             | 1949—1976                                               |                                  |  |
|                                                          | Китайская Республика (Тайвань)                                       | Китайская Республика (Тайвань)                                       | Президент                                                               | Чан Кайши                                               | 1950—1975                        |  |
| Председатель Исполнительного Юаня                        | Китайская Республика (Тайвань)                                       | Китайская Республика (Тайвань)                                       | Янь Цзягань Цзян Цзинго                                                 | 1963—1972 —1978                                         |                                  |  |
|                                                          | Корейская Народно-Демократическая Республика                         | Корейская Народно-Демократическая Республика                         | Генеральный секретарь ЦК Трудовой партии Кореи                          | Ким Ир Сен                                              | 1966—1994                        |  |
| Президент                                                | Корейская Народно-Демократическая Республика                         | Корейская Народно-Демократическая Республика                         | 1972—1994                                                               | Ким Ир Сен                                              |                                  |  |
| Председатель Президиума Верховного народного собрания    | Корейская Народно-Демократическая Республика                         | Корейская Народно-Демократическая Республика                         | Чхве Ён Гон                                                             | 1957—1972                                               |                                  |  |
| Председатель кабинета министров                          | Корейская Народно-Демократическая Республика                         | Корейская Народно-Демократическая Республика                         | Ким Ир Сен Ким Ир                                                       | 1948—1972 —1976                                         |                                  |  |
| Флаг Кувейта                                             | Кувейт                                                               | Кувейт                                                               | Эмир                                                                    | Сабах ас-Салем ас-Сабах                                 | 1965—1977                        |  |
| Флаг Кувейта                                             | Кувейт                                                               | Кувейт                                                               | Премьер-министр                                                         | Джабер аль-Ахмед ас-Сабах                               | 1965—1977                        |  |
|                                                          | Кхмерская Республика                                                 | Кхмерская Республика                                                 | Глава государства                                                       | Ченг Хенг Лон Нол                                       | 1970—1972 —1975                  |  |
| Премьер-министр                                          | Кхмерская Республика                                                 | Кхмерская Республика                                                 | Сисоват Сирик Матак Сон Нгок Тхань Хан Тун Хак                          | 1971—1972 —1973                                         |                                  |  |
|                                                          | Лаос                                                                 | Лаос                                                                 | Король                                                                  | Саванг Ватхана                                          | 1959—1975                        |  |
| Премьер-министр                                          | Лаос                                                                 | Лаос                                                                 | Суванна Фума                                                            | 1951—1954, 1956—1958, 1960, 1962—1975                   |                                  |  |
| Флаг Ливана                                              | Ливан                                                                | Ливан                                                                | Президент                                                               | Сулейман Франжье                                        | 1970—1976                        |  |
| Флаг Ливана                                              | Ливан                                                                | Ливан                                                                | Премьер-министр                                                         | Саиб Салам                                              | 1952, 1953, 1960—1961, 1970—1973 |  |
|                                                          | Малайзия                                                             | Малайзия                                                             | Янг ди-Пертуан Агонг (Верховный глава)                                  | Абдул Халим Муадзам Шах<                                | 1970—1975, 2011—2016             |  |
| Премьер-министр                                          | Малайзия                                                             | Малайзия                                                             | Абдул Разак                                                             | 1970—1976                                               |                                  |  |
| Флаг Мальдивской Республики                              | Мальдивы                                                             | Мальдивы                                                             | Президент                                                               | Ибрагим Насир                                           | 1968—1978                        |  |
| Флаг Мальдивской Республики                              | Мальдивы                                                             | Мальдивы                                                             | Премьер-министр                                                         | Ахмед Заки                                              | 1972—1975                        |  |
|                                                          | Монгольская Народная Республика                                      | Монгольская Народная Республика                                      | Первый секретарь ЦК Монгольской народной партии                         | Юмжагийн Цеденбал                                       | 1958—1984                        |  |
| Председатель Совета министров                            | Монгольская Народная Республика                                      | Монгольская Народная Республика                                      | 1952—1974                                                               | Юмжагийн Цеденбал                                       |                                  |  |
| Председатель Президиума Великого Государственного Хурала | Монгольская Народная Республика                                      | Монгольская Народная Республика                                      | Жамсарангийн Самбу Цаганламын Дугэрсурэн (и. о.) Сономын Лувсан (и. о.) | 1954—1972 —1974                                         |                                  |  |
|                                                          | Непал                                                                | Непал                                                                | Король                                                                  | Махендра Бирендра                                       | 1955—1972 —2001                  |  |
| Премьер-министр                                          | Непал                                                                | Непал                                                                | Кирти Нидхи Биста                                                       | 1969—1970, 1971—1973, 1977—1979                         |                                  |  |
|                                                          | Объединённые Арабские Эмираты                                        | Объединённые Арабские Эмираты                                        | Президент                                                               | Заид ибн Султан Аль Нахайян                             | 1966—2004                        |  |
| Премьер-министр                                          | Объединённые Арабские Эмираты                                        | Объединённые Арабские Эмираты                                        | Мактум ибн Рашид Аль Мактум                                             | 1971—1979, 1990—2006                                    |                                  |  |
|                                                          | Оман                                                                 | Оман                                                                 | Султан                                                                  | Кабус бен Саид                                          | 1970—2020                        |  |
| Премьер-министр                                          | Оман                                                                 | Оман                                                                 | Тарик бен Теймур Кабус бен Саид                                         | 1970—1972 —2020                                         |                                  |  |
| Флаг Пакистана                                           | Пакистан                                                             | Пакистан                                                             | Президент                                                               | Зульфикар Али Бхутто                                    | 1971—1973                        |  |
| Флаг Пакистана                                           |                                                                      | Хунза                                                                | мир                                                                     | Мухаммад Джамаль Хан                                    | 1945—1974                        |  |
|                                                          | Саудовская Аравия                                                    | Саудовская Аравия                                                    | Король                                                                  | Фейсал ибн Абдул-Азиз Аль Сауд                          | 1964—1975                        |  |
| Премьер-министр                                          | Саудовская Аравия                                                    | Саудовская Аравия                                                    | 1954—1960, 1962—1975                                                    | Фейсал ибн Абдул-Азиз Аль Сауд                          |                                  |  |
|                                                          | Сикким                                                               | Сикким                                                               | Чогьял                                                                  | Палден Тондуп Намгьял                                   | 1963—1975                        |  |
| Флаг Сингапура                                           | Сингапур                                                             | Сингапур                                                             | Президент                                                               | Бенджамин Генри Ширс                                    | 1971—1981                        |  |
| Флаг Сингапура                                           | Сингапур                                                             | Сингапур                                                             | Премьер-министр                                                         | Ли Куан Ю                                               | 1959—1990                        |  |
|                                                          | Сирия                                                                | Сирия                                                                | Президент                                                               | Хафез Асад                                              | 1971—2000                        |  |
| Премьер-министр                                          | Сирия                                                                | Сирия                                                                | Абдель Рахман Хлейфауи Махмуд аль-Аюби                                  | (1971—1972, 1976—1978) 1972—1976                        |                                  |  |
| Флаг Таиланда                                            | Таиланд                                                              | Таиланд                                                              | Король                                                                  | Рама IX (Пхумипон Адульядет)                            | 1946—2016                        |  |
| Флаг Таиланда                                            | Таиланд                                                              | Таиланд                                                              | Премьер-министр                                                         | Таном Киттикачон                                        | 1958, 1963—1973                  |  |
|                                                          | Турция                                                               | Турция                                                               | Президент                                                               | Джевдет Сунай                                           | 1966—1973                        |  |
| Премьер-министр                                          | Турция                                                               | Турция                                                               | Нихат Эрим Феррит Мелен                                                 | 1971—1972 —1973                                         |                                  |  |
|                                                          | Филиппины                                                            | Филиппины                                                            | Президент                                                               | Фердинанд Маркос                                        | 1965—1986                        |  |
|                                                          | Шри-Ланка Доминион Цейлон, с 22 мая 1972 года — Республика Шри-Ланка | Шри-Ланка Доминион Цейлон, с 22 мая 1972 года — Республика Шри-Ланка | Королева                                                                | Елизавета II                                            | 1952—1972                        |  |
| Генерал-губернатор                                       | Шри-Ланка Доминион Цейлон, с 22 мая 1972 года — Республика Шри-Ланка | Шри-Ланка Доминион Цейлон, с 22 мая 1972 года — Республика Шри-Ланка | Уильям Гопаллава                                                        | 1962—1972                                               |                                  |  |
| Президент                                                | Шри-Ланка Доминион Цейлон, с 22 мая 1972 года — Республика Шри-Ланка | Шри-Ланка Доминион Цейлон, с 22 мая 1972 года — Республика Шри-Ланка | Уильям Гопаллава                                                        | 1972—1978                                               |                                  |  |
| Премьер-министр                                          | Шри-Ланка Доминион Цейлон, с 22 мая 1972 года — Республика Шри-Ланка | Шри-Ланка Доминион Цейлон, с 22 мая 1972 года — Республика Шри-Ланка | Сиримаво Бандаранаике                                                   | 1960—1965, 1970—1977, 1994—2000                         |                                  |  |
|                                                          | Южная Корея                                                          | Южная Корея                                                          | Президент                                                               | Пак Чонхи                                               | 1962—1979                        |  |
| Премьер-министр                                          | Южная Корея                                                          | Южная Корея                                                          | Ким Джон Пхиль                                                          | 1971—1975, 1998—2000                                    |                                  |  |
|                                                          | Япония                                                               | Япония                                                               | Император                                                               | Хирохито (император Сёва)                               | 1926—1989                        |  |
| Премьер-министр                                          | Япония                                                               | Япония                                                               | Эйсаку Сато Какуэй Танака                                               | 1964—1972 —1974                                         |                                  |  |

## Африка
| Флаг                                | Страна                                  | Страна                                  | Должность                                             | Имя                                                     | Начало и конец срока                              | Фото |
| ----------------------------------- | --------------------------------------- | --------------------------------------- | ----------------------------------------------------- | ------------------------------------------------------- | ------------------------------------------------- | ---- |
| Флаг Алжира                         | Алжир                                   | Алжир                                   | Председатель Революционного совета                    | Хуари Бумедьен                                          | 1965—1976                                         |      |
| Флаг Ботсваны                       | Ботсвана                                | Ботсвана                                | Президент                                             | Серетсе Кхама                                           | 1966—1980                                         |      |
|                                     | Бурунди                                 | Бурунди                                 | Президент                                             | Мишель Мичомберо                                        | 1966—1976                                         |      |
| Премьер-министр                     | Бурунди                                 | Бурунди                                 | Мишель Мичомберо Альбин Ньямойя                       | 1966—1972 (1964—1965, 1972—1973)                        |                                                   |      |
|                                     | Верхняя Вольта                          | Верхняя Вольта                          | Президент                                             | Сангуле Ламизана                                        | 1966—1980                                         |      |
| Премьер-министр                     | Верхняя Вольта                          | Верхняя Вольта                          | Жерар Канго Уэдраого                                  | 1971—1974                                               |                                                   |      |
| Флаг Габона                         | Габон                                   | Габон                                   | Президент                                             | Омар Бонго                                              | 1967—2009                                         |      |
| Флаг Гамбии                         | Гамбия                                  | Гамбия                                  | Президент                                             | Дауда Джавара                                           | 1970—1994                                         |      |
| Флаг Ганы                           | Гана                                    | Гана                                    | Президент                                             | Эдвард Акуфо-Аддо                                       | 1970—1972                                         |      |
| Флаг Ганы                           | Гана                                    | Гана                                    | Председатель Совета национального спасения Ганы       | Игнатиус Куту Ачампонг                                  | 1972—1975                                         |      |
| Флаг Ганы                           | Гана                                    | Гана                                    | Премьер-министр                                       | Кофи Абрефа Бусиа                                       | 1969—1972                                         |      |
| Флаг Гвинеи                         | Гвинея                                  | Гвинея                                  | Президент                                             | Ахмед Секу Туре                                         | 1958—1984                                         |      |
| Флаг Гвинеи                         | Гвинея                                  | Гвинея                                  | Премьер-министр                                       | Луи Лансана Беавоги                                     | 1972—1984                                         |      |
|                                     | Дагомея                                 | Дагомея                                 | Президент                                             | Кутуку Юбер Мага Жюстен Ахомадегбе-Тометин Матьё Кереку | (1960—1963 1970—1972) 1972 (1972—1991, 1996—2006) |      |
|                                     | Египет                                  | Египет                                  | Президент                                             | Анвар Садат                                             | 1970—1981                                         |      |
| Премьер-министр                     | Египет                                  | Египет                                  | Махмуд Фавзи Азиз Мухаммед Сидки                      | 1970—1972 —1973                                         |                                                   |      |
|                                     | Заир                                    | Заир                                    | Президент                                             | Мобуту Сесе Секо                                        | 1965—1997                                         |      |
|                                     | Замбия                                  | Замбия                                  | Президент                                             | Кеннет Каунда                                           | 1964—1991                                         |      |
|                                     | Камерун                                 | Камерун                                 | Президент                                             | Ахмаду Ахиджо                                           | 1960—1982                                         |      |
| Премьер-министр (Восточный Камерун) | Камерун                                 | Камерун                                 | Симон-Пьер Тшунгуи                                    | 1965—1972                                               |                                                   |      |
| Премьер-министр (Западный Камерун)  | Камерун                                 | Камерун                                 | Соломон Танденг Муна                                  | 1968—1972                                               |                                                   |      |
| Флаг Кении                          | Кения                                   | Кения                                   | Президент                                             | Джомо Кениата                                           | 1964—1978                                         |      |
|                                     | Народная Республика Конго               | Народная Республика Конго               | Президент                                             | Мариан Нгуаби                                           | 1969—1977                                         |      |
|                                     | Лесото                                  | Лесото                                  | Король                                                | Мошвешве II                                             | 1966—1990, 1995—1996                              |      |
| Премьер-министр                     | Лесото                                  | Лесото                                  | Джозеф Леабуа Джонатан                                | 1966—1986                                               |                                                   |      |
|                                     | Либерия                                 | Либерия                                 | Президент                                             | Уильям Ричард Толберт                                   | 1971—1980                                         |      |
|                                     | Ливийская Арабская Республика           | Ливийская Арабская Республика           | Председатель Совета революционного командования Ливии | Муаммар Каддафи                                         | 1969—1977                                         |      |
| Премьер-министр                     | Ливийская Арабская Республика           | Ливийская Арабская Республика           | Муаммар Каддафи Абдель Салам Джеллуд                  | 1970—1972 —1977                                         |                                                   |      |
| Флаг Маврикия                       | Маврикий                                | Маврикий                                | Королева                                              | Елизавета II                                            | 1968—1992                                         |      |
| Флаг Маврикия                       | Маврикий                                | Маврикий                                | Генерал-губернатор                                    | Леонард Уильямс Раман Осман                             | 1968—1972 —1977                                   |      |
| Флаг Маврикия                       | Маврикий                                | Маврикий                                | Премьер-министр                                       | Сивусагур Рамгулам                                      | 1968—1982                                         |      |
|                                     | Мавритания                              | Мавритания                              | Президент                                             | Моктар ульд Дадда                                       | 1960—1978                                         |      |
| Флаг Мадагаскара                    | Мадагаскар                              | Мадагаскар                              | Президент                                             | Филибер Циранана Габриэль Рамананцуа                    | 1959—1972 —1975                                   |      |
| Флаг Мадагаскара                    | Мадагаскар                              | Мадагаскар                              | Премьер-министр                                       | Габриэль Рамананцуа                                     | 1972—1975                                         |      |
|                                     | Малави                                  | Малави                                  | Президент                                             | Хастингс Банда                                          | 1966—1994                                         |      |
| Флаг Мали                           | Мали                                    | Мали                                    | Президент                                             | Муса Траоре                                             | 1968—1991                                         |      |
| Флаг Марокко                        | Марокко                                 | Марокко                                 | Король                                                | Хасан II                                                | 1961—1999                                         |      |
| Флаг Марокко                        | Марокко                                 | Марокко                                 | Премьер-министр                                       | Мохаммед Карим Ламрани Ахмед Осман                      | (1971—1972, 1983—1986, 1992—1994) 1972—1979       |      |
| Флаг Нигера                         | Нигер                                   | Нигер                                   | Президент                                             | Амани Диори                                             | 1960—1974                                         |      |
| Флаг Нигерии                        | Нигерия                                 | Нигерия                                 | Президент                                             | Якубу Говон                                             | 1966—1975                                         |      |
|                                     | Родезия Самопровозглашённое государство | Родезия Самопровозглашённое государство | Президент                                             | Клиффорд Дюпон                                          | 1970—1975                                         |      |
| Премьер-министр                     | Родезия Самопровозглашённое государство | Родезия Самопровозглашённое государство | Ян Смит                                               | 1965—1979                                               |                                                   |      |
|                                     | Руанда                                  | Руанда                                  | Президент                                             | Грегуар Кайибанда                                       | 1961—1973                                         |      |
|                                     | Свазиленд                               | Свазиленд                               | Король                                                | Собуза II                                               | 1899—1982                                         |      |
| Премьер-министр                     | Свазиленд                               | Свазиленд                               | Макосини Дламини                                      | 1967—1976                                               |                                                   |      |
| Флаг Сенегала                       | Сенегал                                 | Сенегал                                 | Президент                                             | Леопольд Седар Сенгор                                   | 1960—1980                                         |      |
| Флаг Сенегала                       | Сенегал                                 | Сенегал                                 | Премьер-министр                                       | Абду Диуф                                               | 1970—1980                                         |      |
| Флаг Сомали                         | Сомали                                  | Сомали                                  | Президент                                             | Мохамед Сиад Барре                                      | 1969—1991                                         |      |
| Флаг Судана                         | Судан                                   | Судан                                   | Президент                                             | Джафар Мухаммед Нимейри                                 | 1971—1985                                         |      |
| Флаг Судана                         | Судан                                   | Судан                                   | Премьер-министр                                       | Джафар Мухаммед Нимейри                                 | 1969—1971, 1971—1976, 1977—1985                   |      |
| Флаг Сьерра-Леоне                   | Сьерра-Леоне                            | Сьерра-Леоне                            | Президент                                             | Сиака Стивенс                                           | 1971—1985                                         |      |
| Флаг Сьерра-Леоне                   | Сьерра-Леоне                            | Сьерра-Леоне                            | Премьер-министр                                       | Сори Ибрагим Корома                                     | 1974—1974                                         |      |
| Флаг Танзании                       | Танзания                                | Танзания                                | Президент                                             | Джулиус Ньерере                                         | 1964—1985                                         |      |
| Флаг Танзании                       | Танзания                                | Танзания                                | Премьер-министр                                       | Рашиди Кавава                                           | 1972—1977                                         |      |
| Флаг Того                           | Того                                    | Того                                    | Президент                                             | Гнассингбе Эйадема                                      | 1967—2005                                         |      |
|                                     | Тунис                                   | Тунис                                   | Президент                                             | Хабиб Бургиба                                           | 1957—1987                                         |      |
| Флаг Уганды                         | Уганда                                  | Уганда                                  | Президент                                             | Иди Амин                                                | 1971—1979                                         |      |
|                                     | Центральноафриканская Республика        | Центральноафриканская Республика        | Президент                                             | Жан Бедель Бокасса                                      | 1966—1976                                         |      |
| Флаг Чада                           | Чад                                     | Чад                                     | Президент                                             | Франсуа Томбалбай                                       | 1960—1975                                         |      |
| Флаг Чада                           | Чад                                     | Чад                                     | Премьер-министр                                       | Франсуа Томбалбай                                       | 1959—1975                                         |      |
|                                     | Экваториальная Гвинея                   | Экваториальная Гвинея                   | Президент                                             | Франсиско Масиас Нгема                                  | 1968—1979                                         |      |
|                                     | Эфиопия                                 | Эфиопия                                 | Император                                             | Хайле Селассие                                          | 1930—1936, 1941—1974                              |      |
| Премьер-министр                     | Эфиопия                                 | Эфиопия                                 | Аклилу Хабте Вольде                                   | 1961—1974                                               |                                                   |      |
|                                     | Южно-Африканская Республика             | Южно-Африканская Республика             | Государственный президент                             | Якобус Йоханнес Фуше                                    | 1968—1975                                         |      |
| Премьер-министр                     | Южно-Африканская Республика             | Южно-Африканская Республика             | Балтазар Форстер                                      | 1966—1978                                               |                                                   |      |

## Европа
| Флаг                                           | Страна                                    | Страна                                    | Должность                                                            | Имя | Начало и конец срока                          | Фото |
| ---------------------------------------------- | ----------------------------------------- | ----------------------------------------- | -------------------------------------------------------------------- | --- | --------------------------------------------- | ---- |
| Флаг Австрии                                   | Австрия                                   | Австрия                                   | Федеральный президент                                                | Франц Йонас | 1965—1974                                     |      |
| Флаг Австрии                                   | Австрия                                   | Австрия                                   | Федеральный канцлер                                                  | Бруно Крайский | 1970—1983                                     |      |
|                                                | Албания                                   | Албания                                   | Первый секретарь Центрального Комитета                               | Энвер Ходжа | 1941—1985                                     |      |
| Председатель Президиума Народного собрания     | Албания                                   | Албания                                   | Хаджи Леши                                                           | 1953—1982 |                                               |      |
| Председатель Совета министров                  | Албания                                   | Албания                                   | Мехмет Шеху                                                          | 1954—1981 |                                               |      |
| Флаг Андорры                                   | Андорра                                   | Андорра                                   | Соправители                                                          | Жорж Помпиду Президент Французской Республики                                                                       | 1969—1974                                     |      |
| Флаг Андорры                                   | Андорра                                   | Андорра                                   | Соправители                                                          | Жоан Марти-и-Аланис Епископ Урхельский                                                                              | 1971—2003                                     |      |
| Флаг Бельгии                                   | Бельгия                                   | Бельгия                                   | Король                                                               | Бодуэн | 1951—1993                                     |      |
| Флаг Бельгии                                   | Бельгия                                   | Бельгия                                   | Премьер-министр                                                      | Гастон Эйскенс | 1949—1950, 1958—1961, 1968—1973               |      |
|                                                | Народная Республика Болгария              | Народная Республика Болгария              | Генеральный (Первый) секретарь ЦК Болгарской коммунистической партии | Тодор Живков | 1954—1989                                     |      |
| Председатель Государственного совета           | Народная Республика Болгария              | Народная Республика Болгария              | 1971—1989                                                            | Тодор Живков |                                               |      |
| Председатель Совета министров                  | Народная Республика Болгария              | Народная Республика Болгария              | Станко Тодоров                                                       | 1971—1981 |                                               |      |
| Флаг Ватикана                                  | Ватикан                                   | Ватикан                                   | Папа                                                                 | Павел VI | 1963—1978                                     |      |
| Флаг Ватикана                                  | Ватикан                                   | Ватикан                                   | Государственный секретарь                                            | кардинал Жан-Мари Вийо                                                                                              | 1969—1979                                     |      |
|                                                | Великобритания                            | Великобритания                            | Королева                                                             | Елизавета II | 1952—2022                                     |      |
| Премьер-министр                                | Великобритания                            | Великобритания                            | Эдвард Хит                                                           | 1970—1974 |                                               |      |
| Флаг Венгрии                                   | Венгерская Народная Республика            | Венгерская Народная Республика            | Генеральный секретарь ЦК Венгерской социалистической рабочей партии  | Янош Кадар | 1956—1988                                     |      |
| Флаг Венгрии                                   | Венгерская Народная Республика            | Венгерская Народная Республика            | Председатель Президиума Венгерской Народной Республики               | Пал Лошонци | 1967—1987                                     |      |
| Флаг Венгрии                                   | Венгерская Народная Республика            | Венгерская Народная Республика            | Председатель Совета министров                                        | Йенё Фок | 1967—1975                                     |      |
|                                                | Германская Демократическая Республика     | Германская Демократическая Республика     | Генеральный секретарь ЦК Социалистической единой партия Германии     | Эрих Хонеккер | 1971—1989                                     |      |
| Председатель Государственного совета           | Германская Демократическая Республика     | Германская Демократическая Республика     | Вальтер Ульбрихт                                                     | 1960—1973 |                                               |      |
| Председатель Совета министров                  | Германская Демократическая Республика     | Германская Демократическая Республика     | Вилли Штоф                                                           | 1964—1973, 1976—1989                                                                                                |                                               |      |
|                                                | Греция                                    | Греция                                    | Король                                                               | Константин II Георгиос Дзойтакис Георгиос Пападопулоc (регенты)                                                     | 1964—1974 1967—1972 —1973                     |      |
| Премьер-министр                                | Греция                                    | Греция                                    | Георгиос Пападопулоc                                                 | 1967—1973 |                                               |      |
| Флаг Дании                                     | Дания                                     | Дания                                     | Король                                                               | Фредерик IX Маргрете II                                                                                             | 1947—1972 —2024                               |      |
| Флаг Дании                                     | Дания                                     | Дания                                     | Премьер-министр                                                      | Йенс Отто Краг Анкер Йёргенсен                                                                                      | (1962—1968, 1971—1972) (1972—1973, 1975—1982) |      |
|                                                | Западный Берлин                           | Западный Берлин                           | Правящий бургомистр                                                  | Клаус Шюц | 1967—1977                                     |      |
| Флаг Ирландии                                  | Ирландия                                  | Ирландия                                  | Президент                                                            | Имон де Валера | 1959—1973                                     |      |
| Флаг Ирландии                                  | Ирландия                                  | Ирландия                                  | Премьер-министр (тишек)                                              | Джон Линч | 1966—1973, 1977—1979                          |      |
| Флаг Исландии                                  | Исландия                                  | Исландия                                  | Президент                                                            | Кристьяун Эльдьяудн                                                                                                 | 1968—1980                                     |      |
| Флаг Исландии                                  | Исландия                                  | Исландия                                  | Премьер-министр                                                      | Оулавюр Йоуханнессон                                                                                                | 1971—1974, 1978—1979                          |      |
|                                                | Испания                                   | Испания                                   | Каудильо                                                             | Франсиско Франко | 1936—1975                                     |      |
| Премьер-министр                                | Испания                                   | Испания                                   | 1938—1973                                                            | Франсиско Франко |                                               |      |
|                                                | Италия                                    | Италия                                    | Президент                                                            | Джованни Леоне | 1971—1978                                     |      |
| Премьер-министр                                | Италия                                    | Италия                                    | Эмилио Коломбо Джулио Андреотти                                      | 1970—1972 (1972—1973, 1976—1979, 1989—1992)                                                                         |                                               |      |
|                                                | Лихтенштейн                               | Лихтенштейн                               | Князь                                                                | Франц Иосиф II | 1938—1989                                     |      |
| Премьер-министр                                | Лихтенштейн                               | Лихтенштейн                               | Альфред Хильбе                                                       | 1970—1974 |                                               |      |
| Флаг Люксембурга                               | Люксембург                                | Люксембург                                | Великий герцог                                                       | Жан | 1964—2000                                     |      |
| Флаг Люксембурга                               | Люксембург                                | Люксембург                                | Премьер-министр                                                      | Пьер Вернер | 1959—1974, 1979—1984                          |      |
| Флаг Мальты                                    | Мальта                                    | Мальта                                    | Королева                                                             | Елизавета II | 1964 — 1974                                   |      |
| Флаг Мальты                                    | Мальта                                    | Мальта                                    | Генерал-губернатор                                                   | Энтони Мамо | 1971—1974                                     |      |
| Флаг Мальты                                    | Мальта                                    | Мальта                                    | Премьер-министр                                                      | Доминик Минтофф | 1971—1984                                     |      |
| Флаг Монако                                    | Монако                                    | Монако                                    | Князь                                                                | Ренье III | 1949—2005                                     |      |
| Флаг Монако                                    | Монако                                    | Монако                                    | Премьер-министр                                                      | Франсуа-Дидье Греш Андре Сен-Млё                                                                                    | 1969—1972 —1981                               |      |
| Флаг Нидерландов                               | Нидерланды                                | Нидерланды                                | Королева                                                             | Юлиана | 1948—1980                                     |      |
| Флаг Нидерландов                               | Нидерланды                                | Нидерланды                                | Премьер-министр                                                      | Баренд Виллем Бисхёвел                                                                                              | 1971—1973                                     |      |
| Флаг Норвегии                                  | Норвегия                                  | Норвегия                                  | Король                                                               | Улаф V | 1957—1991                                     |      |
| Флаг Норвегии                                  | Норвегия                                  | Норвегия                                  | Премьер-министр                                                      | Трюгве Брателли Ларс Корвальд                                                                                       | (1971—1972, 1973—1976) 1972—1973              |      |
| Флаг Польши                                    | Польская Народная Республика              | Польская Народная Республика              | Председатель ЦК Польской объединенной рабочей партии                 | Эдвард Герек | 1970—1980                                     |      |
| Флаг Польши                                    | Польская Народная Республика              | Польская Народная Республика              | Председатель Государственного совета                                 | Юзеф Циранкевич Генрик Яблоньский                                                                                   | 1970—1972 —1985                               |      |
| Флаг Польши                                    | Польская Народная Республика              | Польская Народная Республика              | Председатель Совета министров                                        | Пётр Ярошевич | 1970—1980                                     |      |
|                                                | Португалия                                | Португалия                                | Президент                                                            | Америку де Деуш Томаш                                                                                               | 1958—1974                                     |      |
| Премьер-министр                                | Португалия                                | Португалия                                | Марселу Каэтану                                                      | 1968—1974 |                                               |      |
|                                                | Социалистическая Республика Румыния       | Социалистическая Республика Румыния       | Генеральный (первый) секретарь ЦК Румынской коммунистической партии  | Николае Чаушеску | 1965—1989                                     |      |
| Председатель Государственного Совета           | Социалистическая Республика Румыния       | Социалистическая Республика Румыния       | 1965—1967 —1974                                                      | Николае Чаушеску |                                               |      |
| Премьер-министр                                | Социалистическая Республика Румыния       | Социалистическая Республика Румыния       | Ион Георге Маурер                                                    | 1961—1974 |                                               |      |
| Флаг Сан-Марино                                | Сан-Марино                                | Сан-Марино                                | Капитаны-регенты                                                     | Федерико Караттони и Марино Ваньетти Марино Бенедетто Беллуцци и Джузеппе Микелони Росолино Мартелли и Бруно Касали | 1971—1972 —1973                               |      |
|                                                | Союз Советских Социалистических Республик | Союз Советских Социалистических Республик | Генеральный секретарь ЦК КПСС                                        | Леонид Брежнев | 1964—1982                                     |      |
| Председатель Совета министров                  | Союз Советских Социалистических Республик | Союз Советских Социалистических Республик | Алексей Косыгин                                                      | 1964—1980 |                                               |      |
| Председатель Президиума Верховного Совета СССР | Союз Советских Социалистических Республик | Союз Советских Социалистических Республик | Николай Подгорный                                                    | 1965—1977 |                                               |      |
|                                                | Федеративная Республика Германии          | Федеративная Республика Германии          | Федеральный президент                                                | Густав Хайнеман | 1969—1974                                     |      |
| Федеральный канцлер                            | Федеративная Республика Германии          | Федеративная Республика Германии          | Вилли Брандт                                                         | 1969—1974 |                                               |      |
|                                                | Финляндия                                 | Финляндия                                 | Президент                                                            | Урхо Калева Кекконен                                                                                                | 1956—1982                                     |      |
| Премьер-министр                                | Финляндия                                 | Финляндия                                 | Теуво Аура Рафаэль Паасио Калеви Сорса                               | (1970, 1971—1972) (1966—1968, 1972) (1972—1975, 1977—1979, 1982—1987)                                               |                                               |      |
|                                                | Франция                                   | Франция                                   | Президент                                                            | Жорж Помпиду | 1969—1974                                     |      |
| Премьер-министр                                | Франция                                   | Франция                                   | Жак Шабан-Дельмас Пьер Мессмер                                       | 1969—1972 —1974 |                                               |      |
|                                                | Чехословацкая Социалистическая Республика | Чехословацкая Социалистическая Республика | Генеральный секретарь ЦК Коммунистической партии Чехословакии        | Густав Гусак | 1969—1987                                     |      |
| Президент                                      | Чехословацкая Социалистическая Республика | Чехословацкая Социалистическая Республика | Людвик Свобода                                                       | 1968—1975 |                                               |      |
| Премьер-министр                                | Чехословацкая Социалистическая Республика | Чехословацкая Социалистическая Республика | Любомир Штроугал                                                     | 1970—1988 |                                               |      |
| Флаг Швейцарии                                 | Швейцария                                 | Швейцария                                 | Президент                                                            | Нелло Челио | 1972                                          |      |
|                                                | Швеция                                    | Швеция                                    | Король                                                               | Густав VI Адольф | 1950—1973                                     |      |
| Премьер-министр                                | Швеция                                    | Швеция                                    | Улоф Пальме                                                          | 1969—1976, 1982—1986                                                                                                |                                               |      |
|                                                | Югославия                                 | Югославия                                 | Председатель Президиума ЦК Союза коммунистов Югославии               | Иосип Броз Тито | 1945—1980                                     |      |
| Президент                                      | Югославия                                 | Югославия                                 | 1953—1980                                                            | Иосип Броз Тито |                                               |      |
| Председатель Союзного исполнительного веча     | Югославия                                 | Югославия                                 | Джемал Биедич                                                        | 1971—1977 |                                               |      |

## Океания
| Флаг                | Страна                                                                        | Должность          | Имя                                 | Начало и конец срока                  | Фото |
| ------------------- | ----------------------------------------------------------------------------- | ------------------ | ----------------------------------- | ------------------------------------- | ---- |
| Флаг Австралии      | Австралия                                                                     | Королева           | Елизавета II                        | 1952—2022                             |      |
| Флаг Австралии      | Австралия                                                                     | Генерал-губернатор | Пол Хэзлак                          | 1969—1974                             |      |
| Флаг Австралии      | Австралия                                                                     | Премьер-министр    | Уильям Макмэхон Эдвард Гоф Уитлэм   | 1971—1972 —1975                       |      |
| Флаг Самоа          | Западное Самоа                                                                | О ле Ао О ле Мало  | Малиетоа Танумафили II Сусуга       | 1962—2007                             |      |
| Флаг Самоа          | Западное Самоа                                                                | Премьер-министр    | Тупуа Тамасесе Леалофи IV           | 1970—1973, 1975—1976                  |      |
| Флаг Науру          | Науру                                                                         | Президент          | Хаммер Деробурт                     | 1968—1976, 1978—1986, 1986, 1986—1989 |      |
| Флаг Новой Зеландии | Новая Зеландия                                                                | Королева           | Елизавета II                        | 1952—2022                             |      |
| Флаг Новой Зеландии | Новая Зеландия                                                                | Генерал-губернатор | Артур Порритт Денис Бланделл        | 1967—1972 —1977                       |      |
| Флаг Новой Зеландии | Новая Зеландия                                                                | Премьер-министр    | Кит Холиок Джек Маршалл Норман Кёрк | (1957, 1960—1972) 1972 —1974          |      |
| Флаг островов Кука  | Острова Кука (государственное образование, ассоциированное с Новой Зеландией) | Премьер-министр    | Альберт Генри                       | 1965—1978                             |      |
| Флаг Тонги          | Тонга                                                                         | Король             | Тауфа’ахау Тупоу IV                 | 1965—2006                             |      |
| Флаг Тонги          | Тонга                                                                         | Премьер-министр    | Фатафехи Туипелехаке                | 1965—1991                             |      |
| Флаг Фиджи          | Фиджи                                                                         | Королева           | Елизавета II                        | 1970 — 1987                           |      |
| Флаг Фиджи          | Фиджи                                                                         | Генерал-губернатор | Роберт Сидни Фостер                 | 1970—1973                             |      |
| Флаг Фиджи          | Фиджи                                                                         | Премьер-министр    | Камисесе Мара                       | 1967—1987, 1987—1992                  |      |

## Северная и Центральная Америка
| Флаг                          | Страна                    | Должность                                        | Имя                                                           | Начало и конец срока             | Фото |
| ----------------------------- | ------------------------- | ------------------------------------------------ | ------------------------------------------------------------- | -------------------------------- | ---- |
| Флаг Барбадоса                | Барбадос                  | Королева                                         | Елизавета II                                                  | 1966—2021                        |      |
| Флаг Барбадоса                | Барбадос                  | Генерал-губернатор                               | Арли Уинстон Скотт                                            | 1967—1976                        |      |
| Флаг Барбадоса                | Барбадос                  | Премьер-министр                                  | Эррол Бэрроу                                                  | 1966—1976, 1986—1987             |      |
|                               | Гаити                     | Президент                                        | Жан-Клод Дювалье                                              | 1971—1986                        |      |
| Флаг Гватемалы                | Гватемала                 | Президент                                        | Карлос Мануэль Арана Осорио                                   | 1970—1974                        |      |
| Флаг Гондураса                | Гондурас                  | Президент                                        | Рамон Крус Уклес Освальдо Лопес Арельяно                      | 1971—1972 (1963—1971, 1972—1975) |      |
| Флаг Доминиканской Республики | Доминиканская Республика  | Президент                                        | Хоакин Балагер                                                | 1960—1962, 1966—1978, 1986—1996  |      |
| Флаг Канады                   | Канада                    | Королева                                         | Елизавета II                                                  | 1952—2022                        |      |
| Флаг Канады                   | Канада                    | Генерал-губернатор                               | Роланд Миченер                                                | 1964—1974                        |      |
| Флаг Канады                   | Канада                    | Премьер-министр                                  | Пьер Трюдо                                                    | 1968—1979, 1980—1984             |      |
|                               | Коста-Рика                | Президент                                        | Хосе Фигерес Феррер                                           | 1948—1949, 1953—1958, 1970—1974  |      |
|                               | Куба                      | Первый секретарь ЦК Коммунистической партии Кубы | Фидель Кастро                                                 | 1965—2011                        |      |
| Премьер-министр               | Куба                      | 1959—2008                                        | Фидель Кастро                                                 |                                  |      |
| Президент                     | Куба                      | Освальд Дортикос Торрадо                         | 1959—1976                                                     |                                  |      |
| Флаг Мексики                  | Мексика                   | Президент                                        | Луис Эчеверриа                                                | 1970—1976                        |      |
| Флаг Никарагуа                | Никарагуа                 | Президент                                        | Анастасио Сомоса Дебайле Национальная правительственная хунта | (1967—1972, 1974—1979) 1972—1974 |      |
|                               | Панама                    | Верховный лидер панамской революции              | Омар Торрихос                                                 | 1969—1981                        |      |
| Президент                     | Панама                    | Деметрио Басилио Лакас                           | 1969—1978                                                     |                                  |      |
| Флаг Сальвадора               | Сальвадор                 | Президент                                        | Фидель Санчес Эрнандес Артуро Молина Барраса                  | 1967—1972 —1977                  |      |
| Флаг США                      | Соединённые Штаты Америки | Президент                                        | Ричард Никсон                                                 | 1969—1974                        |      |
| Флаг Тринидада и Тобаго       | Тринидад и Тобаго         | Королева                                         | Елизавета II                                                  | 1962 — 1976                      |      |
| Флаг Тринидада и Тобаго       | Тринидад и Тобаго         | Генерал-губернатор                               | Соломон Хочой Эллис Кларк                                     | 1962—1972 —1976                  |      |
| Флаг Тринидада и Тобаго       | Тринидад и Тобаго         | Премьер-министр                                  | Эрик Уильямс                                                  | 1962—1981                        |      |
| Флаг Ямайки                   | Ямайка                    | Королева                                         | Елизавета II                                                  | 1962—2022                        |      |
| Флаг Ямайки                   | Ямайка                    | Генерал-губернатор                               | Клиффорд Кэмпбеллд                                            | 1962—1973                        |      |
| Флаг Ямайки                   | Ямайка                    | Премьер-министр                                  | Хью Ширер Майкл Мэнли                                         | 1967—1972 (1972—1980, 1989—1992) |      |

## Южная Америка
| Флаг           | Страна    | Должность                     | Имя                                              | Начало и конец срока                                              | Фото |
| -------------- | --------- | ----------------------------- | ------------------------------------------------ | ----------------------------------------------------------------- | ---- |
| Флаг Аргентины | Аргентина | Президент                     | Алехандро Агустин Лануссе                        | 1971—1973                                                         |      |
| Флаг Боливии   | Боливия   | Президент                     | Уго Бансер Суарес                                | 1971—1978, 1997—2001                                              |      |
|                | Бразилия  | Президент                     | Эмилиу Гаррастазу Медиси                         | 1969—1974                                                         |      |
|                | Венесуэла | Президент                     | Рафаэль Кальдера                                 | 1969—1974, 1994—1999                                              |      |
| Флаг Гайаны    | Гайана    | Президент                     | Артур Раймонд Чжун                               | 1970—1980                                                         |      |
| Флаг Гайаны    | Гайана    | Премьер-министр               | Форбс Бёрнхем                                    | 1966—1980                                                         |      |
| Флаг Колумбии  | Колумбия  | Президент                     | Мисаэль Пастрана Борреро                         | 1970—1974                                                         |      |
|                | Парагвай  | Президент                     | Альфредо Стресснер                               | 1954—1989                                                         |      |
| Флаг Перу      | Перу      | Президент                     | Хуан Веласко Альварадо                           | 1968—1975                                                         |      |
| Флаг Перу      | Перу      | Председатель Совета министров | Эрнесто Монтанье Санчес                          | 1968—1973                                                         |      |
| Флаг Уругвая   | Уругвай   | Президент                     | Хорхе Пачеко Ареко Хуан Мария Бордаберри         | 1967—1972 —1976                                                   |      |
| Флаг Чили      | Чили      | Президент                     | Сальвадор Альенде                                | 1970—1973                                                         |      |
| Флаг Эквадора  | Эквадор   | Президент                     | Хосе Мария Веласко Ибарра Гильермо Родригес Лара | (1934—1935, 1944—1947, 1952—1956, 1960—1961, 1968—1972) 1972—1976 |      |

## Комментарии
1. ↑  Ушёл в отставку в связи с экономическими трудностями. В 1973 году назначен послом в Индии, но после падения монархии ушёл со службы. Скончался в 1981 или 1983 годах (71 или 73 года)
2. ↑  Министр иностранных дел с 1971 года. Возраст — ок. 40 лет. Окончил университет «Аль-Азхар» в Каире и Колумбийский университет в США, юрист, писатель и поэт. С 1957 года преподавал в Кабульском университете и служил в министерстве юстиции. Заместитель министра юстиции (1963-66), посол в Египте (1968-71).
3. ↑  Председатель партии Народная лига. 8 января 1972 года освобождён из тюрьмы в Пакистане, 10 января прибыл в Дакку. Своим указом утвердил в стране парламентскую систему, отказался от поста президента и предложил избрать новым президентом Абу Сайеда Чоудхури. Назначен новым президентом на пост премьер-министра.
4. ↑  Представитель Бангладеш в ООН и в Великобритании, бывший вице-канцлер Даккского университета. Избран Учредительной ассамблеей на внепартийной основе по предложению Муджибура Рахмана. Возраст — 49 лет. Окончил Калькуттский университет, юрист историк, работал адвокатом, служил в Верховном суде Пакистана. Был генеральным прокурором Восточного Пакистана, членом Конституционной комиссии (1960-62), членом Высшего суда Дакки (с 1962 года). В 1969 году стал вице-канцлером Даккского университета, но в 1971 году подал в отставку, включившись в борьбу за независимость.
5. ↑  Передал пост Муджибуру Рахману, занял пост министра финансов, был членом Конституционного комитета, с июня 1975 года — член ЦК Крестьянско-рабочей народной лиги (БАКСАЛ). В августе 1975 году после военного переворота был арестован. Убит в ноябре 1975 года в центральной тюрьме Дакки в возрасте 50 лет.
6. ↑  Сформировал однопартийное правительство .
7. ↑  Скончался 21 июля 1972 года в Найроби (Кения) от инфаркта в возрасте 43 лет.
8. ↑  Сын Джигме Дорджи Вангчука, четвёртый потомок в династии Вангчуков, наследник престола. Провозглашён королём 24 июля 1972 года. Возраст — 16 лет. Получал образование в Бутане и Великобритании.
9. ↑  Смещён в ходе переворота, эмигрировал в Великобританию. Скончался в 1977 году в Лондоне в возрасте ок. 57 лет.
10. ↑  Премьер-министр, пришёл к власти в результате переворота.
11. ↑  24 февраля 1972 года прекратила исполнение функций Председателя, которые были сосредоточены в руках Дун Биу. 16 мая 1981 года была избрана Почётным Председателем КНР, но скончалась 29 мая 1981 года в Пекине в возрасте 88 лет.
12. ↑  Назначен вице-президентом, в 1975 году стал президентом республики.
13. ↑  Заместитель премьер-министра с 1969 года, сын президента Чай Канши. Возраст — 62 года. Учился в Шанхае, в 1925 году отправлен в СССР, где окончил Коммунистический университет трудящихся Востока. Работал в Свердловске на заводе «Уралмаш». В 1937 году отправлен на родину. С 1949 года — на Тайване. Занимал посты директора тайной полиции 91950-66), министра без портфеля (1958-65), министра национальной обороны (1966-69).
14. ↑  Избран Верховным народным собранием после введения в действие Конституции 1972 года.
15. ↑  Избран вице-президентом КНДР. Скончался в 1976 году в Пхеньяне в возрасте 76 лет.
16. ↑  Член Политического комитета ЦК ТПК, секретарь ЦК ТПК, 1-й заместитель председателя Кабинета министров с 1959 года. Возраст — 62 года. Участник антияпонского партизанского движения, с 1945 года на партийной работе, с 1950 года на командных постах в армии. С 1954 года заместитель главы правительства.
17. ↑  Сменён Лон Нолом, но в 1973 году под давлением США назначен заместителем председателя Высшего политического совета. В 1975 году бежал во Францию, жил в эмиграции в Париже, в 1991 году вернулся в Камбоджу и включился в политическую деятельность. Скончался в 1996 году в возрасте ок.79-80 лет.
18. ↑  Военный, маршал. Распустил Учредительное собрание и провозгласил себя главой государства, а затем президентом. 30 апреля 1972 года провёл референдум по новой конституции. 4 июня 1972 года был избран президентом.
19. ↑  Принц, двоюродный брат принца Сианука, генерал-лейтенант. Смещён после конфликта с Лон Нолом, отправлен под домашний арест. В 1973 году под давлением США назначен членом Высшего политического совета. В 1975 году отказался эвакуироваться из страны и, вероятно, был расстрелян в Пномпене в возрасте 61 года.
20. ↑  Руководитель антисиануковского повстанческого движения «Кхмер Серей», премьер-министр в 1945 годах. Назначен на пост Лон Нолом. 3 сентября 1972 года провёл выборы в Национальное собрание. Возраст — 63 года. Смещён после покушения на Лон Нола и выслан в Южный Вьетнам. В 1975 арестован коммунистическими властями Вьетнама, в 1977 году скончался в тюрьме в возрасте 68 лет.
21. ↑  Представитель лонноловской Социально-республиканской партии. Возраст — 46 лет. Писатель, учёный и драматург, получил образование в Париже. Участвовал в освободительном движении в Камбодже, затем преподавал в театральной школе, был директором Института изящных искусств Камбоджи.
22. ↑  Пост восстановлен в августе 1972 года.
23. ↑  Скончался 21 мая 1972 года в Улан-Баторе от рака в возрасте 76 лет.
24. ↑  Исполняющий обязанности Председателя ВНХ, член Политбюро ЦК МНРП с 1963 года, заместитель председателя Совета министров с 1964 года. Возраст — ок. 60 лет. Неоднократно был заместителе главы правительства, в 1957-59 годах — посол в КНР, в 1960-64 годах — посол в СССР.
25. ↑  Скоропостижно скончался 31 января 1972 года от сердечного приступа во время охоты в Бхаратпуре в возрасте 51 года.
26. ↑  Сын короля Махендры, наследник престола с 1955 года. Возраст — 26 лет. Окончил Итонский колледж. (Великобритания), Гарвардский университет (США) и Токийский университет. В 1969 году прошёл курс парашютно-десантной военной подготовки.
27. ↑  Подал в отставку 17 апреля 1972 года по состоянию здоровья и отошёл от политики. Расстрелян леворадикальными боевиками 19 июля 1980 года в Картале в возрасте ок. 68 лет.
28. ↑  Заместитель генерального председателя Партии республиканского доверия, министр национальной обороны с 1971 года, исполняющий обязанности премьер-министра до 22 мая 1972 года. Возраст — ок. 66 лет. Окончил факультет политических наук университета Анкары, с 1930-х годов работал в финансовых органах, в 1943-50 годах возглавлял налоговое управление Турции. В 1950-х годах депутат парламента от Народно-республиканской партии, занимал посты министра финансов (1962-65), представителя в Совете Европы (1966-67).
29. ↑  Председатель Либерально-демократической партии. Принял решение не баллотироваться на четвёртый срок. В 1974 году получил Нобелевскую премию мира. Скончался в 1975 году в Токио от инсульта в возрасте 74 лет.
30. ↑  Представитель Либерально-демократической партии, министр внешней торговли и промышленности с 1971 года. Избран лидером партии, победив преемника Э.Сато Такео Фукуду. Возраст — 54 года. Окончил Центральную политехническую школу и Токийский университет, инженер. Основал собственную фирму, некоторое время служил в армии в Маньчжурии, но был комиссован. Депутат парламента с 1947 года. Занимал посты министра почт и телеграфа (1957), министра финансов (1962-65), генерального секретаря ЛДП (1965-66 и 1968-71).
31. ↑  Смещён в ходе военного переворота 13 января 1972 года, отошёл от политики. Скончался в 1979 году в Аккре от сердечной недостаточности в возрасте 73 лет.
32. ↑  Военный, полковник, командир 1-й пехотной бригады с 1971 года. Возглавил правящий Совет национального спасения. Возраст — 40 лет. Начал карьеру на лесопильном предприятии, затем окончил коммерческий колледж. С 1951 года служил в британской колониальной армии, затем в армии Ганы, прошёл военное обучение в Олдершоте (Великобритания), стажировку в ФРГ, командные курсы в Форт-Ливернуорте (США). В 1966-71 годах был председателем Регионального комитета области Бронг-Ахафо.
33. ↑  Пост упразднён 13 января 1972 года в связи с отменой Конституции 1969 года.
34. ↑  10 января 1972 года вылетел с визитом в Великобританию, после переворота остался в изгнании в Лондоне. Скончался в 1978 году в Оксфорде от сердечного приступа в возрасте 65 лет.
35. ↑  Пост учреждён 26 апреля 1972 года решением IX съезда правящей Демократической партии Гвинеи.
36. ↑  Член Национального политбюро Демократической партии Гвинеи, министр экономики с 1969 года. Возраст — 48 лет. Получил медицинское образование в Дакаре. Был мэром г. Киссидугу, избирался депутатом Национального собрания Франции, но отказался от мандата. Занимал посты министра торговли и промышленности, министра экономики и планирования, министра национальной экономики. В 1961-69 годах — министр иностранных дел.
37. ↑  Передал пост после истечения двухлетнего срока полномочий, остался членом Президентского совета. После переворота 26 октября 1972 года был арестован, до 1981 года находился в заключении. Скончался в 2000 году в Котону в возрасте 83 лет.
38. ↑  Занял пост в результате ротации членов Президентского совета. Срок полномочий — 2 года, до 7 мая 1974 года. Свергнут в ходе военного переворота 26 октября 1972 года, до 1981 года находился в заключении. В 1991 году избран в парламент. Скончался в 2002 году в Котону в возрасте 85 лет.
39. ↑  Военный, майор, заместитель начальника Штаба армии (с 1970) и командир парашютно-десантного подразделения в лагере Уида. Пришёл к власти в ходе военного переворота. Возраст — 39 лет. Получил военное образование в Школе сынов полка в Кати (Французский Судан) и в Сен-Луи (Сенегал), с 1960 года служил в армии Франции. В 1961 году в звании лейтенанта перешёл в армию Дагомеи, до 1963 года был адъютантом президента Ю.Мага. Один из организаторов переворота 1967 года, заместитель председателя Военно-революционного комитета. В 1968-70 годах проходил обучение в Военной школе во Фрежюсе и в Школе Генерального штаба в Париже.
40. ↑  Назначен вице-президентом, с 1974 года был вне политики. Скончался в 1980 году в Каире в возрасте 74 лет.
41. ↑  Заместитель премьер-министра, министр промышленности, нефти и минеральных ресурсов. Возраст — 51 лет. Получил образование в Каирском и Александрийском (Египет), Гарвардском и Орегонском (США) университетах. С 1956 года занимал посты министра промышленности, министра нефти и промышленности и т. д. С 1957 года был депутатом национального собрания, в мае 1971 года исполнял обязанности Генерального секретаря Арабского социалистического союза.
42. ↑  20 мая 1972 года прошёл инициированный президентом Ахмаду Ахиджо референдум о преобразовании Федеративной Республики Камерун в унитарное государство. По его результатам 2 июня 1972 года была провозглашена Объединённая Республика Камерун. Деятельность действовавших в её частях отдельных правительств было прекращена, однако пост премьер-министра объединённого правительства не был создан, и до 30 июня 1975 года кабинет находился под прямым президентским управлением.
43. ↑  Заместитель председателя Совета революционного командования с 1969 года, министр экономики и промышленности с 1970 года. Возраст — 27 лет. Окончил военное училище в Бенгази, служил в бронетанковых частях, проходил военную подготовку в США и Великобритании. Давний знакомый М.Каддафи, член подпольной организации Свободные офицеры юнионисты-социалисты, активный участник свержения монархии. Заместитель премьер-министра в 1970-71 годах.
44. ↑  Скончался 27 декабря 1972 года в возрасте 68 лет.
45. ↑  30 января 1972 года переизбран на третий семилетний срок. В апреле начались студенческие выступления, которые после расстрела демонстрации 13 мая переросли 15 мая в волнения и всеобщую забастовку. 18 мая передал всю полноту власти военно-гражданскому правительству генерала Г.Рамананцуа. Подал в отставку после референдума 9 октября 1972 года, подтвердившего полномочия Рамананцуа. Семилетний срок полномочий Ф.Цирананы истекал 1 мая 1979 года. Жил как частное лицо в своей резиденции в столице, в 1975 году привлекался к суду по обвинению в причастности к убийству президента Р.Рацимандравы, был оправдан. Скончался в 1978 году в Антананариву в возрасте 65 лет.
46. ↑  Военный, дивизионный генерал, начальник Генерального штаба армии с 1960 года, глава военно-гражданского правительства. 22 августа Национальный конгресс демократических сил Мадагаскара высказался за продление полномочий правительства, что было закреплено на референдуме 9 октября 1972 года. Срок полномочий — 5 лет, до 11 октября 1977 года. Возраст — 66 лет. Окончил лицеи в Тананариве и Марселе, Военную школу Сен-Сир и Высшую школу национальной обороны Франции. Участник Второй мировой войны, затем воевал во Вьетнаме. В 1953-59 годах служил в департаменте колониальных войск министерства обороны Франции, в 1960 году входил в состав делегации на переговорах о независимости Мадагаскара.
47. ↑  18 мая 1972 года сформировал внепартийное военно-гражданское правительство после роспуска Национального собрания.
48. ↑  Директор королевского кабинета в ранге министра с 1971 года, муж сестры короля. Возраст — 42 года. Юрист, с 1956 года юрисконсульт правительства, с 1957 года служил в министерстве иностранных дел. Занимал посты генерального секретаря министерства обороны (1959-61), посла в ФРГ (1961-62), государственного секретаря по вопросам индустрии (1962-64), президента Марокканской морской навигационной компании (1964-67), посла в США 1968-70) и министра по административным делам (1970-71).
49. ↑  Пост восстановлен 26 февраля 1970 года.
50. ↑  Пост премьер-министра республики был установлен 17 февраля 1972 года.
51. ↑  Пост передан главе режима, премьер-министру Г.Пападопулосу. Отправлен в отставку в звании полного генерала. В 1974 году приговорён новыми властями к пожизненному заключению за государственную измену. Освобождён в 1988 году по состоянию здоровья. Скончался в 2996 году в Афинах в возрасте 86 лет.
52. ↑  Скончался 14 января 1972 года в Амалиенборге в возрасте 72 лет.
53. ↑  Дочь Фредерика IX, наследная принцесса с 1953 года, член Государственного совета с 1958 года. Возраст — 31 год. Изучала экономику и политические науки в университетах Копенгагена и Орхуса, в Сорбонне, Кембриджском университете и Лондонской школе экономики.
54. ↑  Председатель Социал-демократической партии. Подал в отставку после референдума о вхождении страны в «Общий рынок», заявив, что устал от политики. Скончался в 1978 году в Скиверене от сердечного приступа в возрасте 63 лет.
55. ↑  Избран председателем Социал-демократической партии по инициативе Й. О. Крага, депутат парламента с 1964 года, отвечал за вопросы труда. Возраст — 50 лет. Занимался профсоюзной работой, в 1960-64 годах был членом городского совета Копенгагена.
56. ↑  После отставки занял пост министра финансов. В дальнейшем был министром иностранных дел (1980-83, 1993-93), министром финансов (1988-89), председателем Европарламента (1977-79). Пожизненный сенатор. Скончался в 2013 году в Риме в возрасте 93 лет.
57. ↑  Председатель фракции Христианско-демократической партии в Палате депутатов с 1968 года. Возраст — 53 года. Окончил Римский университет, юрист, журналист. Депутат Учредительного собрания (1946), депутат парламента с 1948 года. С 1947 года занимал посты в правительстве. Министр внутренних дел (1954), министр финансов, министр казначейства, министр обороны (1959-66), министр промышленности и торговли.
58. ↑  Скончался в 1992 году в возрасте 86 лет.
59. ↑  Возраст — 51 год. С 1955 года состоял на дипломатической службе Франции.
60. ↑  Лидер Норвежской рабочей партии. Подал в отставку 6 октября 1972 года. В 1973 году вновь возглавил правительство.
61. ↑  Лидер Христианской народной партии с 1967 года. Возраст — 56 лет. Окончил университет сельского хозяйства, в 1952 году стал его ректором. Депутат Стортинга с 1961 года, с 1965 года лидер фракции ХНП.
62. ↑  Отправлен на пенсию после выборов в сейм 19 марта 1972 года, занял пост председателя Национального комитета защиты мира. Скончался в 1989 году в Варшаве в возрасте 77 лет.
63. ↑  Член Политбюро ЦК ПОРП с 1971 года, министр просвещения и высшего образования с 1966 года. Избран 1-й сессией сейма нового созыва. Возраст — 63 года. Окончил Варшавский университет, доктор исторических наук, в 1931 году вступил в Социалистическую партию. Участник кампании 1939 года, воевал в Норвегии, участвовал в Сопротивлении во Франции. С 1945 года депутат парламента, с 1948 года член ЦК ПОРП. Занимал посты заместителя министра просвещения (1947-53), учёного секретаря Академии наук (1955-65), министра высшего образования (1965-66).
64. ↑  Представитель Либеральной народной партии, возглавлял технический кабинет на период проведения выборов. Ушёл в отставку после выборов 2-3 января 1972 года, до 1979 года был мэром Хельсинки. Скончался в 1999 году в Хельсинки в возрасте 86 лет.
65. ↑  Председатель Социал-демократической партии, победившей на выборах 2-3 января 1972 года. Сформировал однопартийный кабинет. Возраст — 70 лет. Премьер-министр в 1966-68 годах. В 1975 году оставил пост председателя СДПФ. Скончался в 1980 году в Турку в возрасте 76 лет.
66. ↑  Секретарь СДПФ с 1969 года, министр иностранных дел с февраля 1972 года. Возглавил коалиционное правительство (СДПФ, Партия Центра, Шведская народная партия и Либеральная народная партия). Возраст — 41 год. Окончил Высшую школу общественных наук, работал в представительстве при ЮНЕСКО (1959-65), был заместителем начальника международного отдела министерства просвещения (1967-69).
67. ↑  Лидер Либеральной партии, ущёлв отставку после поражения партии на парламентских выборах 2 декабря 1972 года. До 1974 года оставался членом теневого кабинета, до 1982 года был депутатом парламента. Скончался в 1988 году в Сиднее в возрасте 80 лет.
68. ↑  Лидер Лейбористской партии с 1967 года. Сформировал правительство после победы партии на выборах 2 декабря 1972 года. Возраст — 56 лет. Окончил Сиднейский университет, юрист. Служил в Королевских ВВС Австралии, в 1952 году избран в парламент, в 1960 году стал заместителем лидера Лейбористской партии.
69. ↑  Истёк пятилетний срок полномочий, ушёл в отставку 7 сентября 1972 года. В 1973 году стал пожизненным пэром и получил титул барона. Скончался в 1994 году в Лондоне в возрасте 93 лет.
70. ↑  Посол Новой Зеландии в Великобритании с 1968 года. Возраст — 65 лет. Юрист, окончил Кембриджский университет, участник Второй мировой войны, полковник.
71. ↑  Лидер националистической парии. Подал в отставку 2 февраля 1972 года. В 1975 году назначен государственным министром, в 1977 году — генерал-губернатором.
72. ↑  Заместитель председателя Националистической партии, избран лидером по рекомендации К. Д. Холиока, победив Роберта Малдуна. Возраст — 59 лет. Юрист, получил образование в Веллингтоне. Участник Второй мировой войны, майор. Имел адвокатскую практику, в 1946 году избран депутатом, с 1949 года занимал министерские посты. Ушёл в отставку после поражения партии на парламентских выборах. В 1974 году покинул пост лидера партии, в 1975 году сложил полномочия депутата парламента. Скончался в 1988 году в Великобритании в возрасте 76 лет.
73. ↑  Лидер Лейбористской партии, победившей на выборах 25 ноября 1972 года. Возраст — 39 лет. Начинал карьеру рабочим, в 1943 году вступил в Лейбористскую партию, в 1951 году был избран мэром г. Каиапои. Депутат с 1957 года, лидер партии с 1964 года, председатель парламента с 1965 года.
74. ↑  Конституционный президент, представитель Национальной партии. Свергнут в ходе военного переворота. Шестилетний срок полномочий истекал 7 июня 1977 года. Помещён под домашний арест, вскоре освобождён и отошёл от политики. Скончался в 1985 году в Тегусигальпе в возрасте 82 лет.
75. ↑  Военный, генерал. Вернулся к власти в результате военного переворота.
76. ↑  31 августа 1971 года Конгресс отменил Конституцию 1950 года и самораспустился, 6 февраля 1972 года было избрано Учредительное собрание, которое должно было разработать новую конституцию. В рамках компромисса с оппозиционной Консервативной партией передал на 2 года власть Национальной правительственной хунте в составе 3-х человек.
77. ↑  Военный, генерал. Истёк пятилетний срок полномочий. Скончался в 2003 году в Сан-Сальвадоре возрасте 85 лет от инфаркта.
78. ↑  Военный, полковник, личный секретарь президента Санчеса Эрнандеса с 1969 года. Представитель правящей Партии национального примирения. На президентских выборах 20 февраля 1972 года одержал победу над Хосе Наполеоном Дуарте от Национального союза оппозиции. Возраст — 44 года. Окончил военное училище им. Херардо Барриоса, обучался в Мексике и Испании. Сделал карьеру в армии, в 1960-х годах занимал административные посты, в 1969 году получил звание полковника. Срок полномочий — 5 лет, до 1 июля 1977 года.
79. ↑  Скончался в 1983 году в возрасте 78 лет.
80. ↑  Возраст — 54 года. Получил юридическое образование в Лондоне, был генеральным прокурором (1956-62), затем послом в США, Мексике, Канаде, постоянным представителем в ООН.
81. ↑  Председатель Лейбористской партии. Ушёл в отставку после поражения партии на выборах 29 февраля 1972 года. В 1974 году оставил пост лидера партии. Заместитель премьер-министра и министр иностранных дел в 1980-89 годах. Скончался в 2004 году в Кингстоне в возрасте 81 года.
82. ↑  Председатель Народной национальной партии с 1969 года, сформировал правительство после победы ННП на выборах 29 февраля. Возраст — 47 лет. Окончил Лондонскую школу экономики, с 1953 года занимался профсоюзной деятельностью. В 1962—1967 годах сенатор, с 1967 года депутат нижней палаты парламента.
83. ↑  Представитель партии «Колорадо». Истёк пятилетний срок полномочий. После отставки был послом в Испании и Швейцарии, в США, в Парагвае. Кандидат на президентских выборах 1984 1989 и 1994 годов. В 1994 году отошёл от политики. Скончался в 1998 году в Монтевидео в возрасте 78 лет.
84. ↑  Представитель партии «Колорадо», министр животноводства и земледелия с 1969 года. Победил на выборах 28 ноября 1971 года. Возраст — 43 года. Окончил факультет права университета республики в Монтевидео, с 1956 года был членом Сельскохозяйственной ассоциации, в 1959 году возглавил Национальную ассоциацию по производству мяса. Был сенатором (1962-64).
85. ↑  С 22 июня 1970 года правил как диктатор после отмены действовавшей Конституции, в то время, как его четырёхлетний мандат истекал 1 сентября 1972 года. В сентябре 1971 года назначил новые президентские выборы на 4 июня 1972 года. После начала переворота бежал в Гуаякиль, откуда по телевидению призывал к сопротивлению военным, но после присоединения к перевороту ВМФ был выслан в Панаму. Несколько лет жил в эмиграции в Аргентине, затем вернулся на родину. Скончался в 1979 году в Кито в возрасте 86 лет.
86. ↑  Военный, бригадный генерал, командующий армией с апреля 1971 года. Организатор военного переворота 15 февраля 1972 года. Возраст — 47 лет. Окончил военный колледж «Элой Альфаро», проходил военную подготовку в Колумбии, Аргентине и Панаме. В 1962-64 года преподавал в Школе Америк (Зона Панамского канала), с 1966 года в Академии Генерального штаба Эквадора.